# كريستوفر كولومبوس كرافت الابن
كريستوفر كولمبوس كرافت الابن (بالإنجليزية: Christopher Columbus Kraft Jr.)‏ (من مواليد 28 فبراير 1924) (توفي يوم 22 يوليو 2019) هو مهندس طيران أمريكي عمل مديرًا في وكالة ناسا حتى تقاعده. كان له دور أساسي في إنشاء مركز مراقبة البعثة للوكالة المذكورة. قال تلميذه جلين لاني في عام 1998: "مركز مراقبة البعثة اليوم هو انعكاس لكريس كرافت".
بعد تخرجه من جامعة فرجينيا للتقنية في عام 1944، عُين كرافت موظفًا في اللجنة الاستشارية الوطنية للملاحة الجوية، وهي المنظمة السابقة على الإدارة الوطنية للملاحة الجوية والفضاء (ناسا). عمل لأكثر من عشر سنوات في أبحاث الطيران قبل أن يُطلب منه عام 1958 الانضمام إلى فريق مهام الفضاء، وهو فريق صغير عهد إليه بمسؤولية وضع أول رجل أمريكي في الفضاء. عُين مديرًا في قسم عمليات الطيران، ليُصبح أول مدير رحلات في ناسا. شهد خلال عمله عدة مهام تاريخية مثل أول رحلة فضائية أمريكية مأهولة، وأول رحلة مدارية مأهولة، وأول عملية سير في الفضاء. في بداية برنامج أبولو، تقاعد كرافت عن كونه مديرًا للطيران للتركيز على الإدارة وتخطيط المهمة. في عام 1972، أصبح مديرًا لمركز المركبات الفضائية المأهولة (الذي أصبح فيما بعد مركز لندون بي جونسون الفضائي)، خلفًا لمعلمه روبرت ر. جيلروث، وشغل المنصب حتى تقاعده في عام 1982.
عمل كرافت لاحقًا كمستشار لشركات مثل آي بي إم وروكويل الدولية. في عام 1994، عُيّن رئيسًا للجنة المعنية بجعل برنامج مكوك الفضاء التابع لوكالة ناسا أكثر فعالية من حيث التكلفة. أوصى تقرير اللجنة المثير للجدل، والمعروف باسم تقرير كرافت، بضرورة الاستعانة بمقاول خاص لإدارة عمليات مكوك الفضاء التابع لوكالة ناسا. وأوصى أيضًا بأن تقوم وكالة ناسا بتقليص التغييرات التنظيمية التي تهدف إلى تحسين السلامة والتي تم إجراؤها بعد تحطم مكوك الفضاء تشالنجر. وقد أثار هذا الأمر المزيد من التعليقات النقدية بعد كارثة المكوك الفضائي كولومبيا.
نشر كرافت سيرته الذاتية "الرحلة: حياتي في مركز المراقبة" في عام 2001. سُمّي مبنى مركز التحكم في البعثة باسمه في عام 2011. عندما حصل على كأس الفضاء الوطني من نادي الروتاري الدولي في عام 1999، وصفته المنظمة بأنه "القوة الدافعة في برنامج رحلات الفضاء البشرية الأمريكية منذ بداياته وحتى عصر مكوك الفضاء، وهو الرجل الذي أصبحت إنجازاته أسطورية".

## النشأة والتعليم
وُلِد كريستوفر كولومبوس كرافت الابن في فويبوس، فيرجينيا، في 28 فبراير 1924. سُميّ على اسم والده، كريستوفر كولومبوس كرافت، الذي ولد في مدينة نيويورك في عام 1892 بالقرب من دائرة كولومبوس التي أعيدت تسميتها حديثًا. كان والد كرافت، وهو ابن مهاجرين بافاريين، قد وجد اسمه محرجًا، لكنه رغم ذلك نقله إلى ابنه. وفي السنوات اللاحقة، اعتبر كرافت ــ فضلاً عن المعلقين الآخرين ــ أن اسمه مناسب على نحو غريب. علق كرافت في سيرته الذاتية قائلاً إنه باختيار اسمه "حُددت بعض اتجاهات حياتي منذ البداية". كانت والدته، فندا أوليفيا (اسمها قبل الزواج سودريث)، ممرضة. عندما كان صبيًا، شارك كرافت في فرقة الطبول والأبواق التابعة للفيلق الأمريكي وأصبح بطل الولاية في رياضة الطبول والأبواق. ذهب إلى المدرسة في فويبوس، حيث كانت المدرسة الوحيدة التي درس فيها حتى الصف التاسع ومن ثم درس في مدرسة هامبتون الثانوية. كان لاعب بيسبول نشيط واستمر في ممارسة هذه الرياضة في الكلية؛ وفي أحد الأعوام كان متوسط ضرباته .340.
في سبتمبر 1941، بدأ كرافت دراسته في معهد فيرجينيا للتقنية وجامعة ولاية فرجينيا وأصبح طالبًا في فيلق الطلاب كعضو في السرب إن. دخلت الولايات المتحدة الحرب العالمية الثانية في ديسمبر 1941، وحاول الالتحاق بالبحرية الأمريكية كطالب طيران، ولكن لم يُقبل طلب التحاقه بسبب حرق في يده اليمنى تعرض له عندما كان في الثالثة من عمره. تخرج في ديسمبر 1944 بدرجة بكالوريوس العلوم في هندسة الطيران والفضاء.

## المسيرة العملية

### اللجنة الاستشارية الوطنية للملاحة الجوية
بعد التخرج، قبل كرافت وظيفة في شركة الطائرات فوغت في ولاية كونيتيكت. كان قد تقدم أيضًا بطلب إلى اللجنة الاستشارية الوطنية للملاحة الجوية، وهي وكالة حكومية لديها مركز بحثي تابع لها وهو مركز لانغلي البحثي ويقع في هامبتون بولاية فرجينيا؛ اعتبر كرافت أن هذه الوكالة قريبة جدًا من منزله، لكنه تقدم بطلب احتياطي إذا لم يتم قبوله في مكان آخر. وعند وصوله إلى فوغت، قيل له إنه لا يمكن توظيفه بدون شهادة ميلاده، والتي لم يحضرها معه. ولانه كان منزعجًا من العقلية البيروقراطية للشركة، قرر قبول العرض المقدم من اللجنة الاستشارية الوطنية للملاحة الجوية بدلاً من ذلك.
في أربعينيات القرن العشرين، كانت اللجنة الاستشارية الوطنية للملاحة الجوية منظمة بحث وتطوير، مكرسة للأبحاث الجوية المتطورة. في مركز لانغلي للأبحاث، اُستخدمت أنفاق الرياح المتقدمة لاختبار تصميمات الطائرات الجديدة، وكانت الدراسات تجري على مفاهيم جديدة مثل طائرة الصاروخ بيل إكس-1. عُيّن كرافت في قسم أبحاث الطيران، حينما كان روبرت ر. جيلروث رئيسًا للأبحاث آنذاك. عُيّن كرافت في قسم أبحاث الطيران، حينما كان روبرت ر. جيلروث رئيسًا للأبحاث آنذاك. وشمل عمل كرافت مع اللجنة الاستشارية الوطنية للملاحة الجوية تطوير نموذج مبكر لأنظمة تخفيف هبات الرياح للطائرات التي تواجه المطبات الهوائية. وتضمن ذلك تعويض التغيرات في الغلاف الجوي عن طريق انحراف أسطح التحكم تلقائيًا. قام كرافت بفحص دوامات طرف الجناح، واكتشف أنها المسؤولة عن معظم الاضطرابات التي تحدث في الهواء والتي تلاحق الطائرات أثناء الطيران، وليس بسبب تدفق المروحة.
على الرغم من أن كرافت كان مستمتعًا بعمله، إلا أنه وجده مرهقًا بشكل متزايد، خاصة وأنه لم يعتبر نفسه من المنظرين الأقوياء. في عام 1956، تم تشخيص إصابته بقرحة المعدة وبدأ بالتفكير في تغيير مهنته.

### مدير للطيران

#### عمليات الطيران
ي عام 1957، دفعت رحلة سبوتنك 1 الروسية الولايات المتحدة إلى تسريع برنامجها الفضائي الناشئ. في 29 يوليو 1958، وقع الرئيس دوايت د. أيزنهاور على قانون الملاحة الجوية والفضاء الوطني، والذي بدوره أسس وكالة ناسا وأدرج اللجنة الاستشارية الوطنية للملاحة الجوية ضمن هذه المنظمة التي كانت انذاك حديثة الانشاء. أصبح مركز لانغلي للأبحاث جزءًا من وكالة ناسا أيضًا، كما فعل موظفو لانغلي مثل كرافت. حتى قبل أن تبدأ وكالة ناسا وجودها الرسمي في أكتوبر، دعا جيلروث كرافت للانضمام إلى مجموعة جديدة تعمل على حل مشاكل إرسال رجل إلى المدار. وبدون تردد كبير، قبل كرافت العرض. عندما تم تشكيل مجموعة مهام الفضاء رسميًا في 5 نوفمبر، أصبح كرافت واحدًا من أصل 33 فردًا (25 منهم مهندسون) تم تعيينهم. وقد كان ذلك بمثابة بداية برنامج أمريكا لإرسال الإنسان إلى الفضاء، والذي أطلق عليه اسم مشروع ميركوري.

صفته عضوًا في فريق مهام الفضاء، عُيّن كرافت في قسم عمليات الطيران، الذي وضع الخطط والترتيبات اللازمة لتشغيل مركبة الفضاء ميركوري أثناء الرحلة وللتحكم في المهام ومراقبتها من الأرض. أصبح كرافت مساعدًا لتشاك ماثيوز، رئيس القسم، وأُعطيت له مسؤولية وضع خطة للمهمة. بالنظر إلى تحليل ماثيوز العفوي للمشكلة، فقد بدا الأمر بسيطًا تقريبًا:
عندما بدأ كرافت في التخطيط لعمليات رحلات ناسا، لم يكن هناك إنسان قد سافر إلى الفضاء بعد. في الواقع، كانت المهمة التي أمامه ضخمة، وتتطلب الاهتمام بخطط الطيران، والجداول الزمنية، والإجراءات، وقواعد المهمة، وتتبع المركبات الفضائية، والقياس عن بعد، والدعم الأرضي، وشبكات الاتصالات، وإدارة الطوارئ.

من أهم مساهمات كرافت في مجال رحلات الفضاء المأهولة هو ابتكاره لمفهوم مركز مراقبة البعثة. كان العديد من المهندسين في مشروع ميركوري قد عملوا سابقًا في اختبارات الطيران للطائرات، حيث كان دور الدعم الأرضي ضئيلًا. سرعان ما أدرك كرافت أن رائد الفضاء لا يستطيع المساهمة بشكل كبير، وخاصة خلال مرحلة الإطلاق السريعة؛ حيث تتطلب مركبة ميركوري الفضائية مراقبة في الوقت الفعلي ودعمًا من المهندسين المتخصصين.
وقد شكلت هذه المفاهيم مركز مراقبة بعثة ميركوري، الذي كان يقع في كيب كانافيرال في فلوريدا. كان مفهوم آخر مهم كان كرافت رائداً فيه هو فكرة مدير الطيران، وهو الرجل الذي سيتولى تنسيق عمل فريق المهندسين واتخاذ القرارات في الوقت الفعلي بشأن سير المهمة. كما يتذكر ماثيوز لاحقًا، جاءه كرافت ذات يوم قائلاً: "يجب أن يكون هناك شخص مسؤول عن الطيران أثناء سيرها بالفعل، وأريد أن أكون هذا الشخص". وبهذه الطريقة غير الرسمية استُحدث منصب مدير الطيران. كانت رحلة ميركوري-أطلس 5 تجربة محورية بالنسبة لكرافت، حيث أرسلت قردة الشمبانزي يطلق عليها إينوس في أول رحلة فضائية أمريكية مدارية تحمل راكبًا حيًا. غالبًا ما كانت التغطية الإعلامية لهذه البعثات المبكرة التي حملت ركابًا غير بشريين ساخرة؛ على سبيل المثال، كان عنوان مقال في مجلة تايم عن الرحلة "شمبوناتي متأمل". ومع ذلك، اعتبرها كرافت بمثابة اختبارات مهمة للرجال وإجراءات مراقبة البعثة، وبروفات للمهام المأهولة التي ستليها. في الأصل، كان من المقرر أن تستغرق رحلة ميركوري-أطلس 5 ثلاثة مدارات. أجبر فشل أحد نفاثات بيروكسيد الهيدروجين التي تتحكم في اتجاه المركبة الفضائية كرافت على اتخاذ قرار بإعادة الكبسولة إلى الأرض بعد مدارين. بعد الرحلة، صرح رائد الفضاء جون جلين أنه يعتقد أن راكبًا بشريًا كان قادرًا على السيطرة على الكبسولة دون الحاجة إلى إعادة الدخول المبكر، وبالتالي (على حد تعبير مجلة تايم ) "تأكيد تفوق رواد الفضاء على رواد الشمبانزي". ومع ذلك، بالنسبة لكرافت، كانت رحلة إينوس بمثابة دليل على أهمية اتخاذ القرارات في الوقت الفعلي في مركز مراقبة البعثة. لقد أعطاه ذلك إحساسًا بالمسؤولية التي يتحملها تجاه حياة الآخرين، سواء كانوا من البشر أو الشمبانزي.

#### ميركوري

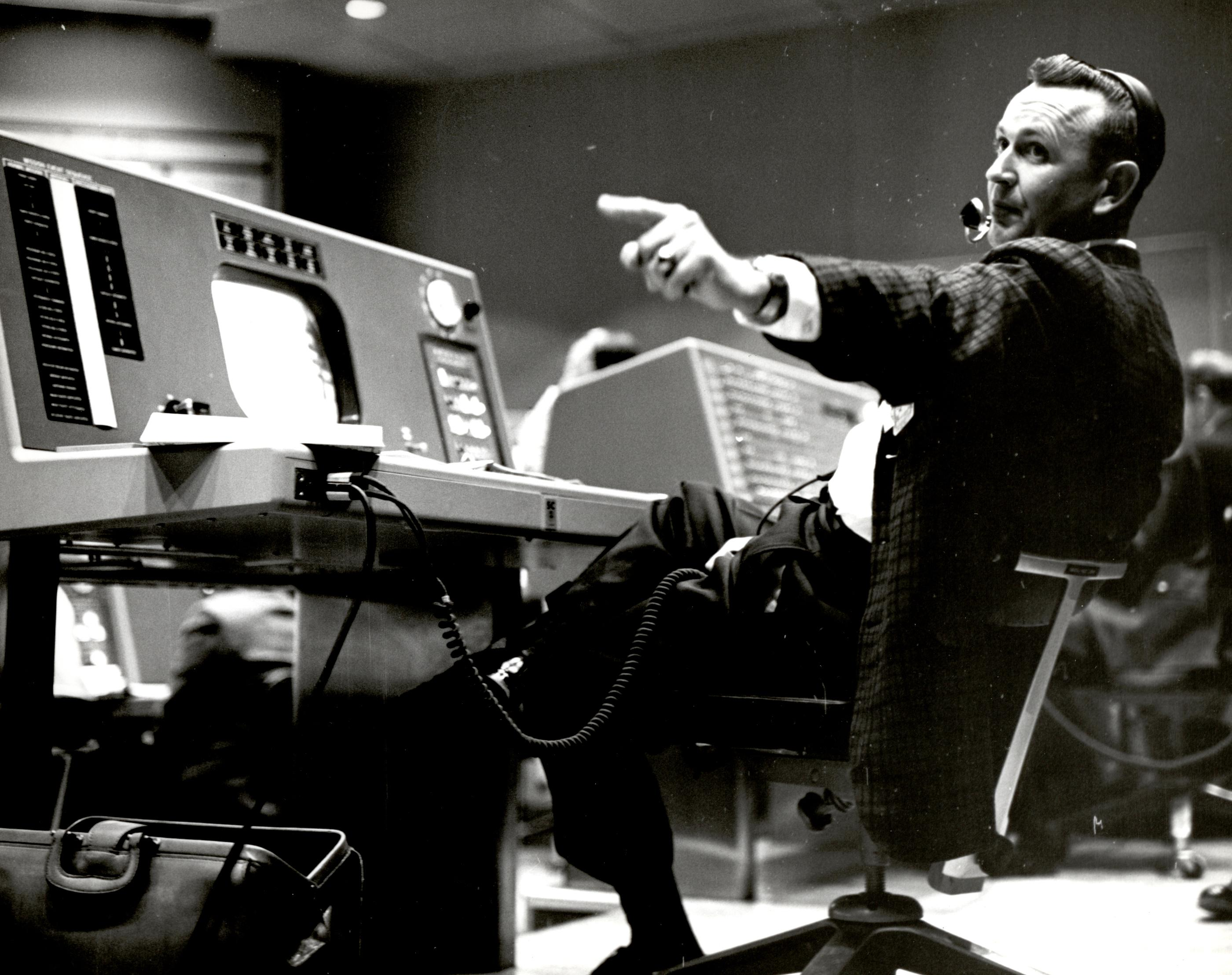
كرافت في وحدة التحكم الخاصة به داخل منطقة مراقبة الطيران في مركز مراقبة ميركوري.

كانت رحلة ميركوري أطلس 6، التي قام بها جون غلين في 20 فبراير 1962، تجربة اختبارية لكل من مركز المراقبة وكرافت. وقد وصف مؤرخ الفضاء تشارلز موراي وكاثرين بلي كوكس هذه الرحلة بأنها "الحدث الوحيد الذي شكل بشكل حاسم عمليات الطيران". كانت هذه المهمة هي أول رحلة مدارية يقوم بها أمريكي، وسارت بشكل طبيعي حتى بدأ غلين رحلته المدارية الثانية. في تلك المرحلة، أبلغ مراقب أنظمة كرافت، دون أرابيان، أن بيانات القياس عن بعد أظهرت مؤشر "الجزء 51". وأشار ذلك إلى أن حقيبة هبوط الكبسولة، والتي كان من المفترض أن تنتشر عند الهبوط لتوفير وسادة، ربما تكون فُتحت مبكرًا. يعتقد كرافت أن مؤشر الجزء 51 كان بسبب خلل في الأجهزة وليس بسبب النشر المبكر الفعلي. لو كان مخطئا، فهذا يعني أن درع الحرارة للكبسولة، والذي تم تركيبه أعلى حقيبة الهبوط، أصبح الآن فضفاضا. قد يؤدي درع الحرارة الفضفاض إلى احتراق الكبسولة أثناء إعادة الدخول.
وبعد التشاور مع مراقبي رحلته، أصبح كرافت مقتنعًا بأن الإشارة كانت خاطئة، ولم تكن هناك حاجة لاتخاذ أي إجراء. رفض رؤساؤه، ومن بينهم مصمم كبسولة ميركوري ماكس فاجيت، قرار كرافت، وأمروه بتوجيه غلين لترك حزمة الصاروخ الخلفي للكبسولة أثناء إعادة الدخول. وكان السبب وراء ذلك هو أن الحزمة، التي تم ربطها فوق درع الحرارة، سوف تحافظ على درع الحرارة في مكانه إذا كان فضفاضًا. لكن كرافت اعتبرت هذا الأمر مخاطرة غير مقبولة. حيث علق الموقف: "لقد كنت مذهولًا"، كما أضاف: "إذا كان أي من الصواريخ الثلاثة يحتوي على وقود صلب متبقي، فإن الانفجار قد يمزق

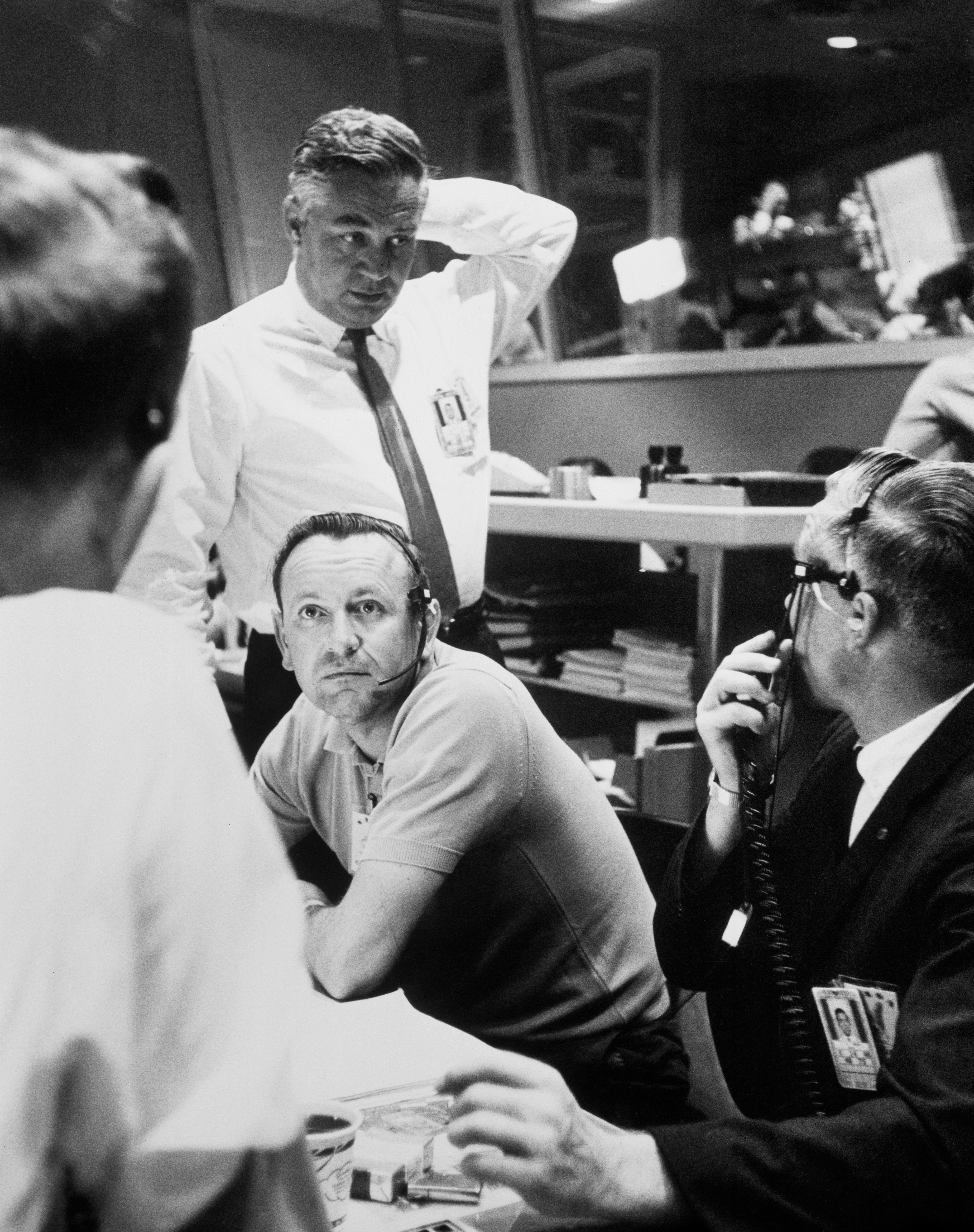
كريس كرافت (جالسًا) يتشاور مع والت ويليامز وآخرين خلال ميركوري-أطلس 9

كل شيء." ومع ذلك، وافق على اتباع الخطة التي اقترحها فاجيت ووالتر ويليامز، رئيسه في قسم عمليات الطيران. تم الاحتفاظ بالصواريخ الرجعية.

هبط غلين بسلام، لكن فحص كبسولته كشف عن وجود خلل في أحد مفاتيح حقيبة الهبوط. وكان كرافت على حق؛ فالدرع الحراري لم يكن فضفاضاً على الإطلاق. وكانت الدروس التي تعلمها من هذه التجربة واضحة.
اعتبر مساعده في المهمة، جين كرانز، أن رحلة غلين كانت "نقطة التحول"... في تطور كرافت كمدير العمليات."

قبل رحلة ميركوري-أطلس 7، اعترض كرافت على اختيار سكوت كاربنتر كرائد فضاء للمهمة، وأخبر والت ويليامز أن افتقار كاربنتر إلى المهارات الهندسية قد يعرض المهمة أو حياته للخطر. عانت المهمة من مشاكل بما في ذلك معدل استخدام الوقود المرتفع بشكل غير عادي، ومؤشر الأفق المعطل، والإطلاق المتأخر لإعادة الدخول، والهبوط على ارتفاع 460 كم من منطقة الهدف. طوال المهمة، وجد كرافت نفسه محبطًا بسبب غموض اتصالات كاربنتر مع مركز المراقبة، وما اعتبره عدم اهتمام كاربنتر بواجباته. "يقول متذكراً: "كان جزء من المشكلة هو أن كاربنتر إما لم يفهم تعليماتي أو كان يتجاهلها."

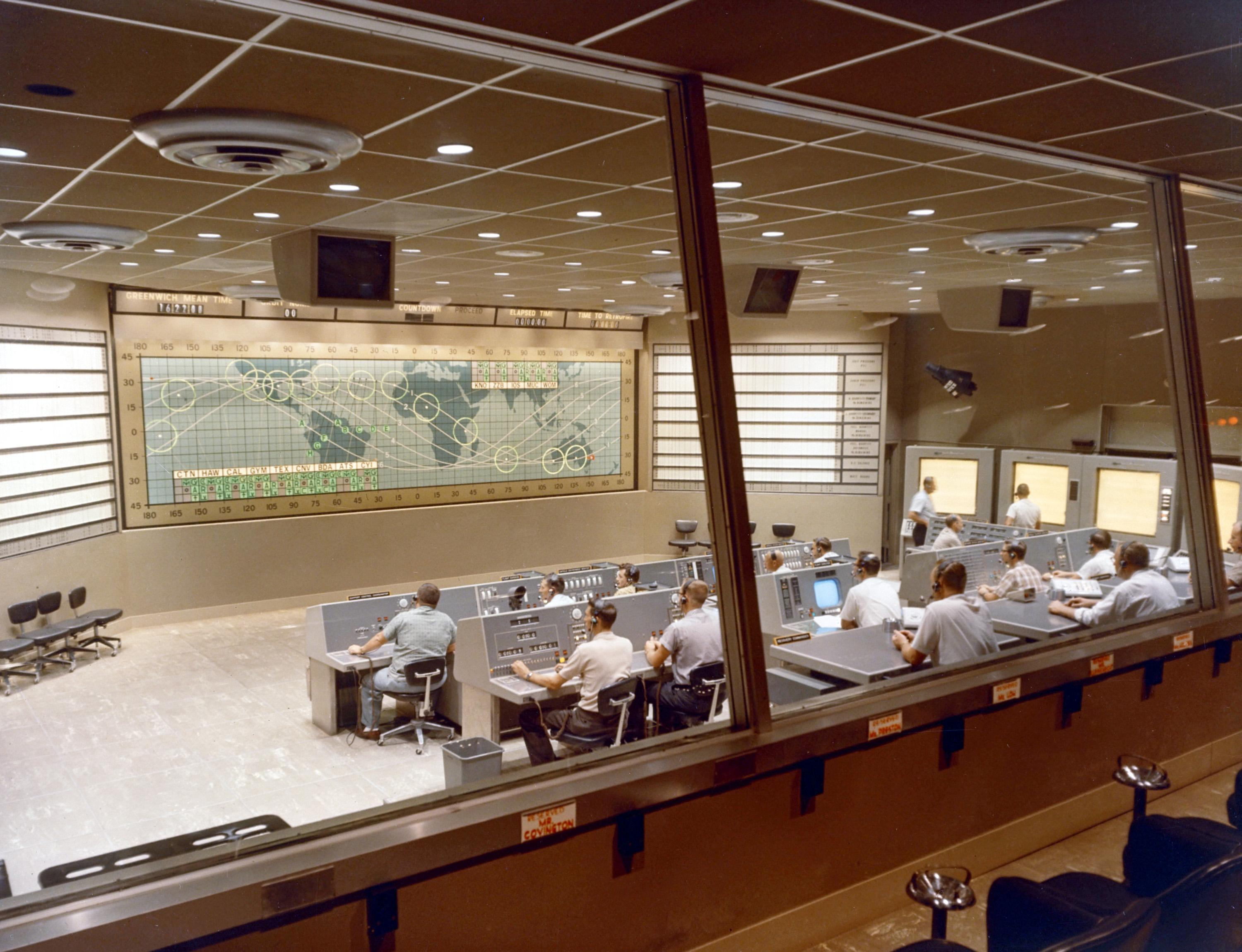
مركز مراقبة البعثة أثناء مشروع ميركوري

في حين أن بعض هذه المشاكل كانت بسبب أعطال ميكانيكية، وما زالت المسؤولية عن بعض المشاكل الأخرى قيد المناقشة، لم يتردد كرافت في إلقاء اللوم على كاربنتر، واستمر في الحديث عن المهمة لعقود بعد ذلك. وقد أعادت سيرته الذاتية، التي كتبها في عام 2001، فتح هذه القضية؛ وكان عنوان الفصل الذي تناول رحلة ميركوري أطلس 7 هو "الرجل الذي تعرض لخلل". في رسالة إلى صحيفة نيويورك تايمز، وصف كاربنتر الكتاب بأنه "انتقامي ومنحرف عن الحقيقة"، وعرض تقييمًا مختلفًا لأسباب إحباط كرافت: "في الفضاء تحدث الأشياء بسرعة كبيرة لدرجة أن الطيار وحده يعرف ما يجب فعله، وحتى مركز المراقبة الأرضي لا يستطيع المساعدة. ربما لهذا السبب لا يزال غاضبًا بعد كل هذه السنوات".

#### جمناي
خلال مشروع جمناي، تغير دور كرافت مرة أخرى. حيث أصبح رئيس عمليات البعثة، مسؤولاً عن فريق من مديري الرحلات، على الرغم من أنه كان لا يزال يعمل مديراً للرحلات أيضاً. بسبب طول مهام جمناي، أصبح مركز المراقبة مأهولًا بنظام ثلاث نوبات. قال مؤرخ الفضاء ديفيد هارلاند:"من الواضح أن هذه الترتيبات كانت بمثابة تجربة في حد ذاتها، مع مواجهة التحكم في الطيران لمنحنى تعليمي". ومع ذلك، أثبت كرافت أنه ناجح بشكل ملحوظ في تمرير المسؤولية إلى زملائه من مديري الرحلات - ويمكن القول إنه كان ناجحًا للغاية، كما وجد جين كرانز خلال تسليمه الأول للعمل في جمناي 4. وكما يتذكر كرانز، "لقد قال فقط، 'أنت المسؤول'، وخرج."

مثّل مشروع جمناي سلسلة من الإنجازات الأولى لوكالة ناسا - أول رحلة مع اثنين من رواد الفضاء، أول لقاء في الفضاء، أول سير في الفضاء - وكان كرافت في الخدمة خلال العديد من هذه الأحداث التاريخية. كانت أول عملية سير في الفضاء لأمريكا خلال مهمة جمناي 4؛ حيث وجد كرافت، وهو جالس على جهاز التحكم الخاص به، أنه مضطر إلى إجبار نفسه على التركيز على عمله، حيث كان مشتتًا بسبب أوصاف إد وايت "المذهلة" للأرض أدناه. كان بإمكانه بسهولة أن يفهم النشوة التي شعر بها وايت عند رؤية هذا المشهد، لكنه كان أيضًا حريصًا على الانضباط المطلوب للحفاظ على سلامة الرحلة. أرجأ وايت عودته إلى الكبسولة، كما أدت مشكلة في الاتصالات إلى منع مسؤول الاتصال بالكبسولة غوس غريسوم من جعل الطاقم يسمع الأمر بإنهاء السير في الفضاء. وعندما تم إعادة الاتصال أخيرًا، أعرب كرافت عن إحباطه بشأن ارتباطه الأرضي بغريسوم: 
بعد جمناي 7، تراجع كرافت عن عمله في مركز مراقبة البعثة، مما سمح لمديري الرحلات الآخرين بتولي مسؤولية المهام المتبقية حتى يتمكن من تخصيص المزيد من الوقت للتخطيط لبرنامج أبولو. كان عضوًا في مجلسين للمراجعة في شركة نورث أميركان افياشن، المقاول المسؤول عن كبسولة أبولو. ومع ذلك، كان كرافت لا يزال يشعر بالألم لعدم وجوده في مركز الحدث، وخاصة بعد إعادة دخول المركبة الفضائية جمناي 8 إلى الغلاف الجوي للأرض في حالات الطوارئ. لقد اتخذ كل من رواد الفضاء ومراقبي البعثة القرارات الصحيحة، ولكن كما اعترف كرافت لروبرت جيلروث، فقد وجد نفسه يتمنى لو كان هو الشخص الموجود في هذا الموقف.

#### حريق أبولو 1
مع بداية برنامج أبولو، كان كرافت يتوقع استئناف العمل في مركز المراقبة. كان من المقرر أن يكون مدير الرحلة الرئيسي في أول مهمة مأهولة لأبولو (التي عُرفت فيما بعد باسم أبولو 1)، والتي كان من المقرر إطلاقها في أوائل عام 1967. في 27 يناير 1967، لقي أفراد الطاقم الثلاثة مصرعهم في حريق نشب أثناء اختبار العد التنازلي على المنصة. في ذلك الوقت، كان كرافت يعمل في مركز المراقبة في هيوستن، ويستمع إلى صوت قائد اختبار كيب. لم يكن هناك ما يستطيع أحد فعله؛ قبل أن يتمكن طاقم المنصة من فتح الباب، كان رواد الفضاء الثلاثة قد ماتوا، بعد أن غمرتهم الغازات السامة. لم يكن هناك ما يستطيع أحد فعله؛ قبل أن يتمكن طاقم المنصة من فتح الباب، كان رواد الفضاء الثلاثة قد ماتوا، بعد أن غمرتهم الغازات السامة.

#### الملف العام
كانت اسم كرافت اسمًا مألوفًا في أمريكا طوال ستينيات القرن العشرين. ظهر على غلاف مجلة تايم في 27 أغسطس 1965، وتم وصفه بأنه "قائد في مركز قيادة". ظهر كرافت على غلاف مجلة تايم في 27 أغسطس 1965، وتم وصفه بأنه "قائد في مركز قيادة". وفي المقال، قارن نفسه بكريستوفر كولومبوس، وأظهر ما وصفته المجلة بأنه "فخر غاضب تقريبًا" متمثلا في عمله. وقال كرافت "نحن نعرف أكثر بكثير عما يتعين علينا القيام به مما كان يعرفه". "ونحن نعلم إلى أين نحن ذاهبون." وصفت المقالة دور كرافت في مهمة جمناي 5، واستعانت بمقارناته المتكررة بين منصبه كمدير رحلة وبين منصب قائد أوركسترا. 
قد تفاجأ كرافت بقرار مجلة تايم بوضع صورته على الغلاف وقال لمسؤول الشؤون العامة في وكالة ناسا:"لقد اختاروا الرجل الخطأ، كان ينبغي أن يكون بوب جيلروث على الغلاف".... وليس أنا." وفي النهاية تقبل الفكرة، وأصبحت الصورة المرسومة للغلاف واحدة من ممتلكاته الثمينة 

#### العلاقات مع رواد الفضاء
بعد رحلة جون غلين، تعهد كرافت بأنه لن يسمح بعد الآن لأي شخص خارج مركز مراقبة البعثة بإلغاء قراراته كمدير للرحلة. وقد نصت قواعد البعثة، التي أشرف كرافت على صياغتها، على أن "مدير الرحلة قد يختار، بعد تحليل الرحلة، اتخاذ أي إجراء ضروري مطلوب لإتمام المهمة بنجاح". وبالنسبة لكرافت، فإن السلطة التي يتمتع بها مدير الرحلة على كل جانب من جوانب المهمة امتدت إلى سيطرته على تصرفات رواد الفضاء. وفي مقابلته مع مجلة تايم عام 1965، صرح قائلاً:
"إن الرجل الموجود على الأرض هو الذي يتحكم في المهمة في نهاية المطاف. ولا شك في ذلك في ذهني أو في أذهان رواد الفضاء. إنهم سوف يفعلون ما يقوله"
وفي بعض الأحيان، كان كرافت يتدخل لضمان الحفاظ على مفهومه لسلطة مدير الرحلة. بحلول الوقت الذي انطلقت فيه مهمة أبولو 7، كان كرافت قد تمت ترقيته إلى رئيس قسم عمليات الطيران؛ وبالتالي، كان جلين لوني هو الذي عمل كمدير طيران رئيسي وكان عليه التعامل بشكل مباشر مع سلوك الطاقم الذي اعتبره كرافت طاقم "غير مرؤوس". كما علق كرافت في مذكراته، "كان الأمر أشبه بالحصول على مقعد في حلبة المصارعة في سيرك والي شيرا". قائد المهمة والي شيرا، الذي كان منزعجًا من التغييرات في اللحظة الأخيرة في جدول الطاقم ويعاني من نزلة برد شديدة، رفض مرارًا وتكرارًا قبول الأوامر من الأرض. على الرغم من نجاح تصرفات شيرا على المدى القصير، أصدر كرافت مرسومًا بالتشاور مع رئيس رواد الفضاء ديك سلايتون بأن لا أحد من طاقم أبولو 7 سيذهب للفضاء مرة أخرى.

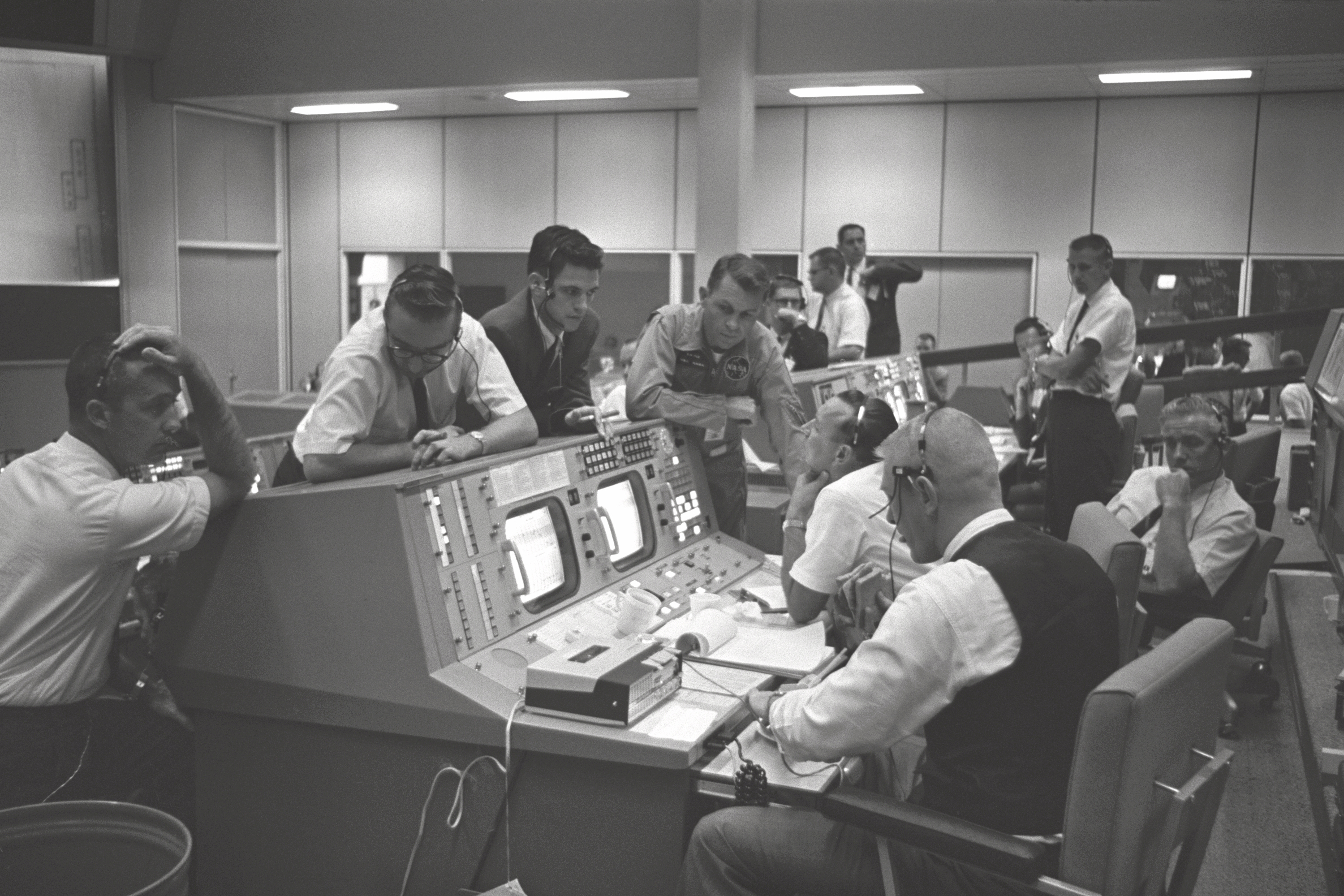
خلال مهمة جمناي 5 ، كرافت (الذي يجلس في منتصف وحدة المراقبة) يتشاور مع مراقبي الطيران ورواد الفضاء

## الحياة الشخصية
في عام 1950، تزوج كرافت من بيتي آن كرافت ( اسمها قبل الزواج تورنبول) التي التقى بها في المدرسة الثانوية. كان لديهم طفلان، جوردون وكريستي آن. في سيرته الذاتية، اعترف كرافت بالتضحيات التي قدمتها عائلته نتيجة لعمله في وكالة ناسا، قائلاً: "لقد كنت بمثابة شخصية ذات سلطة ولكن بعيدة بالنسبة لجوردون وكريستي آن أكثر من كوني أبًا أمريكيًا نموذجيًا."

كان كرافت يتبع الكنيسة الأسقفية الأمريكية، ويعمل كقارئ غير مرسم في كنيسته المحلية. خلال الستينيات، كانت عائلة كرافت منخرطة بشكل عميق في أنشطة الكنيسة: حيث قامت بيتي آن بتقديم الدروس في مدرسة الأحد وعملت في نقابة المذبح؛ وكان جوردون مساعدًا؛ وغنت كريستي آن في الجوقة. بالإضافة إلى واجباته كقارئ غير مرسم، أمضى كرافت بعض الوقت في تقديم فصل دراسي في دراسات الإنجيل للبالغين. كما ذكر:

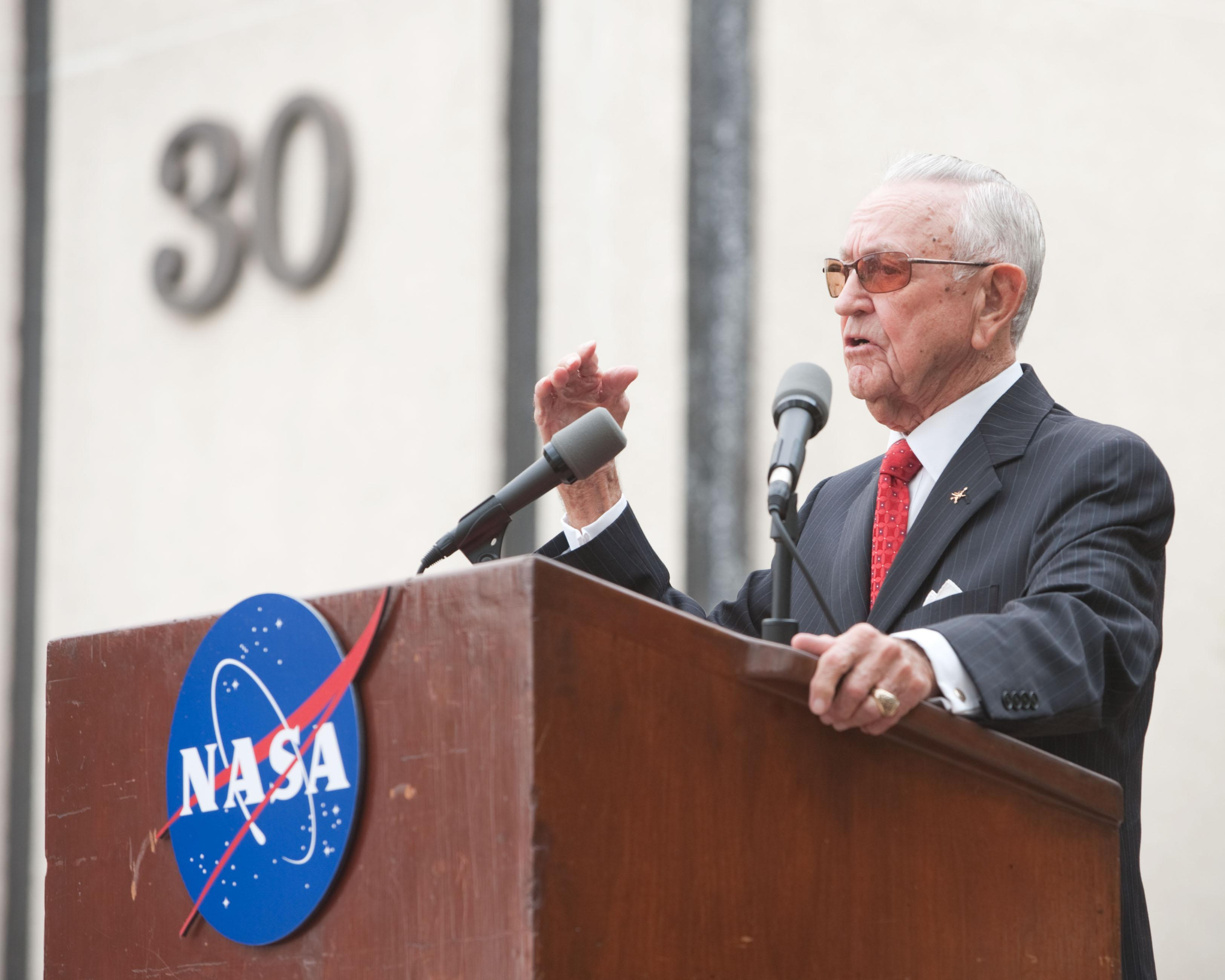
كرافت في حفل إعادة تسمية مركز مراقبة البعثة تكريما له، 14 أبريل 2011

كان كرافت لاعب جولف نشطًا منذ أن بدأ ممارسة هذه اللعبة في الأربعينيات من القرن العشرين عن طريق صديقه وزميله في وكالة ناسا سيج شوبيرج. وأشار إلى أن ممارسة رياضة الجولف بشكل جيد كانت سبباً في بقائه في هيوستن بعد تقاعده.
توفي كرافت في 22 يوليو 2019، في هيوستن، عن عمر يناهز 95 عامًا، بعد يومين من الذكرى الخمسين لسير مركبة أبولو 11 على سطح القمر. لم يُُصّرح عن سبب الوفاة.

## الجوائز والأوسمة
حصل كرافت على العديد من الجوائز والأوسمة نتيجة لاعماله. وفي نهاية برنامج ميركوري، دُعي لحضور حفل في حديقة الورود بالبيت الأبيض، حيث حصل على ميدالية القيادة المتميزة من وكالة ناسا من الرئيس جون ف. كينيدي ومدير وكالة ناسا جيمس إيدوين ويب. قال كرافت عان ذلك اليوم:"لا أحد منا حصل في حياته على مثل ذلك اليوم". وقد مُنح ميدالية الخدمة المتميزة من وكالة ناسا له مرتين في عام 1969 (عن أبولو 8 وأبولو 11)، وفي عام 1981 عن مكوك الفضاء، وفي عام 1982 كجائزة خاصة.
فاز بجائزة المواطن المتميز التي منحتها له مدينة هامبتون بولاية فرجينيا عام 1966؛ وجائزة جون جيه مونتجومري عام 1963؛ وميدالية الجمعية الأمريكية للمهندسين الميكانيكيين عام 1973؛ وكأس جودارد التذكارية التي منحها له نادي الفضاء الوطني، وجائزة روجر دبليو جونز للقيادة التنفيذية عام 1979. في عام 1999، حصل على جائزة الفضاء الوطنية من مؤسسة روتاري الوطنية للإنجازات في مجال الفضاء، والتي وصفته بأنه "قوة دافعة في برنامج رحلات الفضاء البشرية الأمريكية منذ بداياته حتى عصر مكوك الفضاء، وهو الرجل الذي أصبحت إنجازاته أسطورية".
في عام 2006، منحت وكالة ناسا كرافت جائزة سفير الاستكشاف، والتي حملت معها عينة من المواد القمرية التي أحضرها أبولو 11. وبدوره، قدم كرافت الجائزة إلى جامعته الأم، جامعة فرجينيا للتقنية، لعرضها في كلية الهندسة التابعة لها. أُدخل كرافت في قاعة مشاهير الطيران الوطنية في 1 أكتوبر 2016. تغير اسم مركز مراقبة البعثة في مركز جونسون الفضائي إلى مركز مراقبة البعثة كريستوفر سي كرافت جونيور تكريمًا له في عام 2011، وسميت مدرسة كرافت الابتدائية في هامبتون بولاية فرجينيا نسبةً له، وتقع بالقرب من مسقط رأسه.

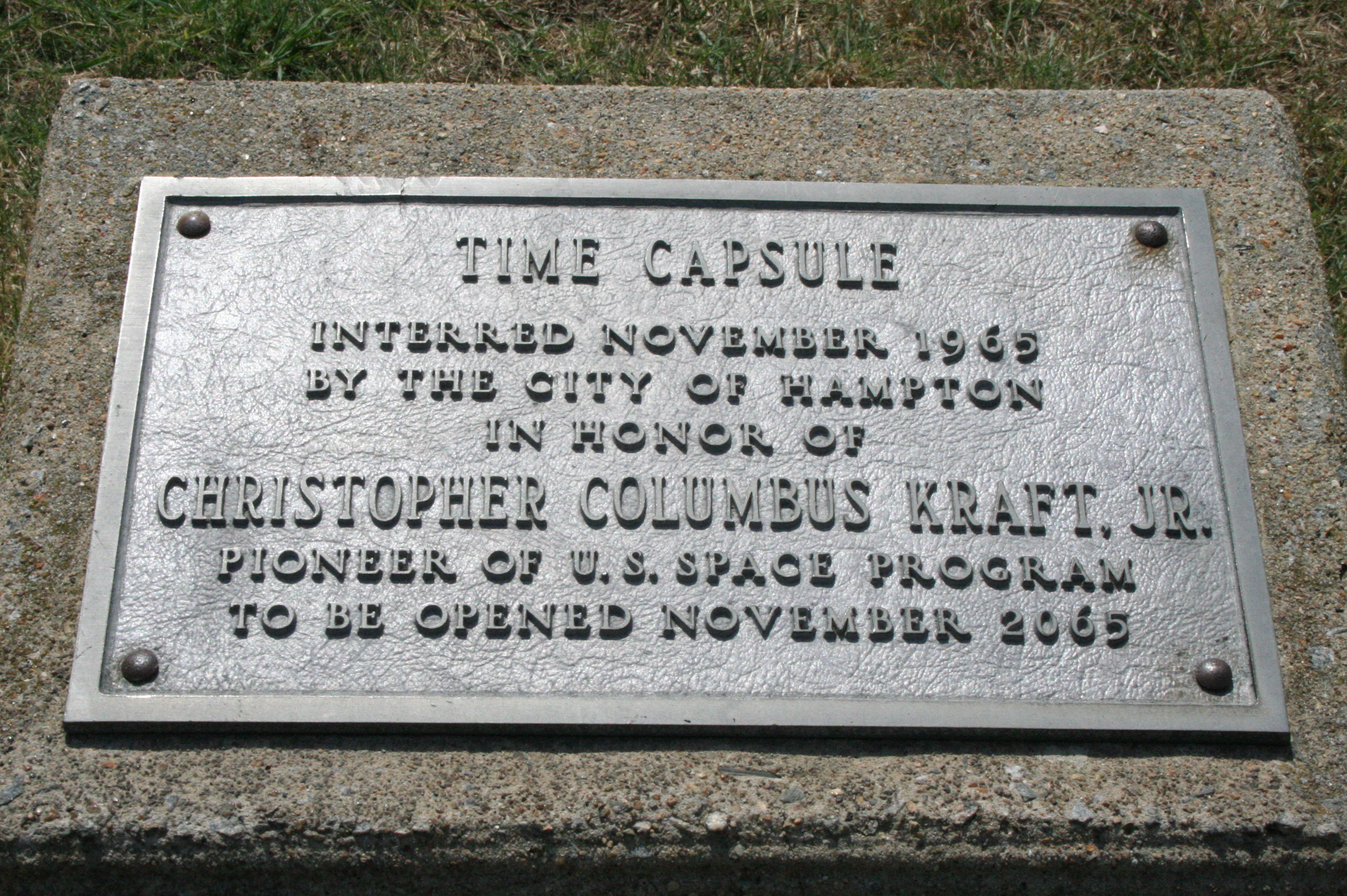
كبسولة زمنية وُضعت تكريمًا لكرافت في حديقة إير باور في هامبتون بولاية فيرجينيا

## روابط خارجية
- كريستوفر كولومبوس كرافت الابن على موقع مونزينجر (الألمانية)
- كريستوفر كولومبوس كرافت الابن على موقع إن إن دي بي (الإنجليزية)